# Dariusz Oko

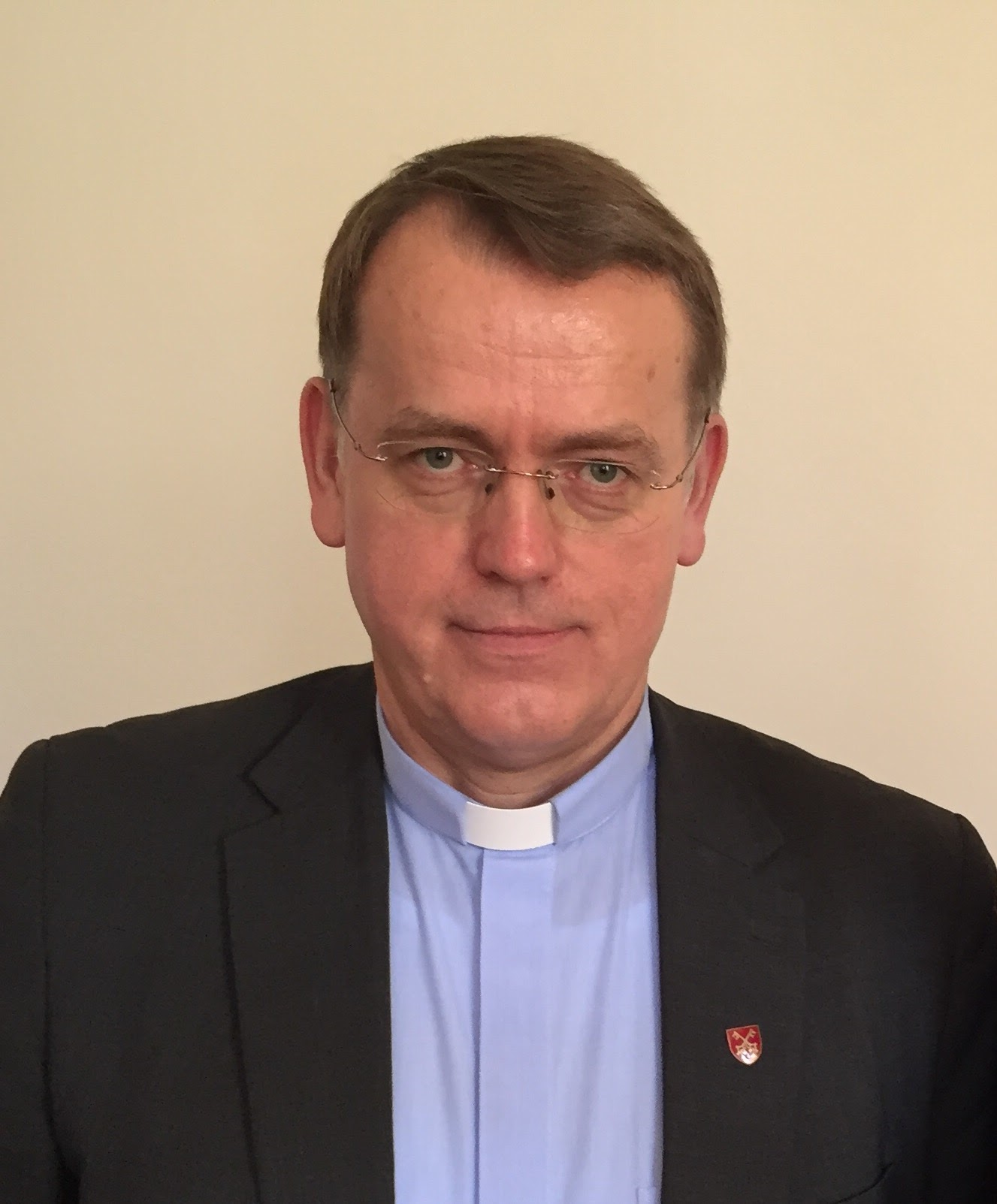
Dariusz Oko (2017)

Dariusz Oko (* 3. Juni 1960 in Oświęcim) ist ein polnischer römisch-katholischer Priester, Theologe, Philosoph und Publizist.

## Leben und Wirken
Dariusz Oko wurde am 14. Mai 1985 zum Priester geweiht. 1991 verteidigte er seine Doktorarbeit an der Päpstlichen Universität Gregoriana mit Erfolg. Seit 1992 ist er wissenschaftlicher Mitarbeiter an der Päpstlichen Universität Johannes Paul II. in Krakau und Resident in der Sankt-Hedwig-Pfarrei daselbst. 1996 verteidigte er seine zweite theologische Doktorarbeit an der Krakauer Johannes-Paul-II.-Universität. 2011 erfolgte seine Habilitation in Philosophie.
Er wirkt mit an zwei Forschungsprojekten des Lehrstuhls für Erkenntnisphilosophie an der Philosophischen Fakultät: „Erkenntnistheoretische Grundlagen der Metaphysik und der Genderphilosophie“ und „Zwischen Skeptizismus und Agnostizismus sowie Nihilismus. Theoriekundliche Bedingungen des Nihilismus“.
Oko wirkt als Seelsorger der Ärztegemeinschaft der Erzdiözese Krakau.

## Positionen
Wegen seiner radikalen Positionen wird Oko oft zu Fernsehdiskussionen mit Vertretern gemäßigter Meinungen eingeladen.
Er kritisierte die katholische Wochenzeitschrift „Tygodnik Powszechny“ heftig wegen ihrer in seinen Augen unentschlossenen Stellungnahme in Sachen Gender.
Der Salzburger Weihbischof und Moraltheologe Andreas Laun berief sich 2014 auf Dariusz Oko bezüglich des Adoptionsrechts für homosexuelle Paare.

## Publikationen über Homosexualität im Klerus
Etwa seit 2012 ist Oko in rechtsgerichteten katholischen Blogs, Zeitschriften und Medien wie LifeSiteNews oder Kath.net für polemische Aufsätze und Stellungnahmen bekannt, in denen er die seiner Ansicht nach schädlichen Aktivitäten homosexueller römisch-katholischer Priester anprangert, die nach seiner Vorstellung innerhalb der Kirche ein nach außen unerkanntes Netzwerk bilden und den Klerus von innen heraus korrumpieren sollen. Dabei bringt er den überdurchschnittlichen Anteil Homosexueller unter katholischen Priestern häufig mit dem Skandal um sexuellen Missbrauch in der römisch-katholischen Kirche in Zusammenhang und wendet sich mitunter auch generell gegen Homosexualität, die er als Erkrankung und mit dem Christentum und den übrigen Weltreligionen unvereinbar bezeichnet.
Wegen eines solchen Artikels in der katholischen Zweimonatsschrift Theologisches erstattete der römisch-katholische Priester Wolfgang F. Rothe Ende Februar 2021 eine Anzeige bei der Staatsanwaltschaft Köln, weil er den Aufsatz wegen verunglimpfender Ausdrucksweisen im Text und hasserfüllter Sprache für homophob hielt.
Am 6. Juli 2021 verhängte das Amtsgericht Köln aufgrund dieses Artikels in Theologisches einen Strafbefehl wegen Volksverhetzung zu 120 Tagessätzen (4800 Euro) gegen Oko, gegen den dieser einer Gerichtssprecherin zufolge umgehend Einspruch einlegte, sodass die Entscheidung nicht rechtskräftig wurde. Auch der Chefredakteur der Zeitschrift, der neunzigjährige Opus-Dei-Priester Johannes Stöhr, erhielt einen Strafbefehl. Da Oko der nationalkonservativen polnischen PiS nahesteht und in Polen als kontroverse Persönlichkeit sehr bekannt ist, führte die Kölner Gerichtsentscheidung unmittelbar nach Bekanntwerden zu großer Empörung in Anhängerkreisen und kritischen Stellungnahmen polnischer Regierungsvertreter. Die rechts-klerikale Juristenvereinigung Ordo Iuris richtete eine Online-Petition für die Aufhebung des Strafbefehls gegen Oko an das Kölner Gericht und an Bundeskanzlerin Angela Merkel. Der Anzeigeerstatter, der nach der Gerichtsentscheidung in Sozialen Netzwerken beschimpft und bedroht wurde, begrüßte den Strafbefehl und wies darauf hin, dass er neben Hassmails auch viel positiven Zuspruch aus Polen erhalte.
Oko hatte den angegriffenen Text, der in deutscher Übersetzung in zwei Teilen in Theologisches veröffentlicht wurde, vorher bereits in Polen publiziert. Sein 2020 erschienenes Buch „Lavendel-Mafia“ über angebliche schwule Netzwerke innerhalb der katholischen Kirche wird von Beobachtern als offen homophob beurteilt. Der Herausgeber der Zeitschrift Theologisches, der Dogmatiker Manfred Hauke, nahm Oko in Schutz, da man seine Ausführungen trotz „kräftiger“ Ausdrücke nicht als Diskriminierung Homosexueller bewerten dürfe. Vielmehr richte sich seine Polemik gegen eine „mafiöse Clique“, deren sexuelle Missbräuche nicht unwesentlich zur Zerstörung der katholischen Kirche von innen her beigetragen hätten. Oko hatte homosexuelle Priester unter anderem als „Parasiten“, „Plage“ und „Krebsgeschwür“ bezeichnet. Am 20. Mai 2022 stellte das Amtsgericht Köln das Verfahren gegen Oko und Stöhr wegen des Vorwurfs der Volksverhetzung ein. Dariusz Oko musste eine Geldauflage in Höhe von 3.150 Euro (das entspräche im Fall einer Verurteilung 90 Tagessätzen) und Johannes Stöhr in Höhe von 4.000 Euro (entspräche 40 Tagessätzen) entrichten, sie gelten damit nicht als vorbestraft. Beide zeigten „eine gewisse Einsicht“, so die Richterin. Oko musste sich für seine Aussagen entschuldigen; der Staatsanwalt brachte ihn im Verlauf seiner Befragung außerdem dazu,  alle um Verzeihung zu bitten, die sich durch seine Äußerungen gekränkt fühlten, und zu beteuern, solche Äußerungen nie wieder zu tätigen.

## Publikationen (Auswahl)
- The transcendental Way to God according to Bernard Lonergan (Lang, Frankfurt am Main//Bern/New York/Paris 1991). (Zugleich: Rom, Universität Gregoriana, Dissertation, 1991) ISBN 3-631-44282-3.
- Łaska i wolność. Łaska w Biblii, nauczaniu Kościoła i teologii współczesnej (Gnade und Freiheit. Gnade in der Bibel, Kirchenlehre und in zeitgenössischer Theologie) (Kraków 1997)
- Przełom, wyzwanie i szansa (Durchbruch, Herausforderung und Chance) (Kraków 1998)
- W poszukiwaniu pewności. Próba transcendentalnego ugruntowania metafizyki w filozofiach Emericha Coretha i Bernarda Lonergana (Auf der Suche nach der Gewissheit. Ein Versuch der transzendentalen Begründung der Metaphysik in den Philosophien von Emerich Coreth und Bernard Lonergan) (Kraków 2010)
- (als Mitverfasser): Bóg kocha homoseksualistów (Gott liebt die Homosexuellen): Wydawnictwo Agape, Poznań: 2013: ISBN 978-8-36375911-7. (mit DVD)